# Lądolód grenlandzki
Lądolód grenlandzki (gren. Sermersuaq, duń. Inlandsis) – lądolód pokrywający 1 710 000 kilometrów kwadratowych, około 80% powierzchni Grenlandii. Jest to druga co do wielkości pokrywa lodowa na Ziemi, po lądolodzie Antarktydy. Czapa lodowa rozciąga się na długości ok. 2400 km w kierunku północ-południe, a największą szerokość: 1100 km osiąga na równoleżniku 77°N, blisko jej północnego końca. Średnia wysokość pokrywy lodowej to 2135 m. Miąższość generalnie przekracza 2 km, w najgrubszym miejscu lód ma ponad 3 km. Nie jest to jedyna pokrywa lodowa na Grenlandii – oddzielne lodowce i małe czapy lodowe pokrywają od 76 000 do 100 000 kilometrów kwadratowych na obrzeżach wyspy. Gdyby cała objętość lądolodu grenlandzkiego (2 850 000 km³) uległa stopieniu, doprowadziłoby to do ogólnoświatowego wzrostu poziomu morza o 7,2 m.
Ciężar lodu spowodował obniżenie podłoża skalnego centralnej Grenlandii; podłoże jest blisko poziomu morza w większej części wnętrza wyspy, podczas gdy na wybrzeżach występują góry, ograniczające lądolód. Gdyby usunąć lód, Grenlandia najprawdopodobniej stałaby się archipelagiem, przynajmniej do czasu aż izostazja nie spowodowałaby podniesienia lądu ponownie nad poziom morza. Powierzchnia lądolodu osiąga największą wysokość w obrębie dwóch wydłużonych w kierunku północ-południe kopuł lodowych. Południowa kopuła osiąga niemal 3000 m na szerokościach 63°–65°N; północna kopuła sięga około 3290 m na szerokości 72°N. Grzbiety obu kopuł leżą na wschód od centralnej części Grenlandii. Pokrywa lodowa w żadnym miejscu nie sięga morza na większym obszarze, przez co u wybrzeży Grenlandii nie istnieją duże lodowce szelfowe. W obszarze o nieregularnej topografii na południowy wschód od Qaanaaq, lądolód dociera do morza w rejonie Zatoki Melville’a. Duże jęzory lodowcowe odprowadzające lód z lądolodu wkraczają do morza poprzez doliny na obrzeżach Grenlandii, cieląc się i tworząc liczne góry lodowe czasem spotykane na szlakach żeglugowych na północnym Atlantyku. Najbardziej znanym z tych lodowców jest uchodzący do fiordu Ilulissat Jakobshavn Isbræ (gren.: Sermeq Kujalleq), który w części końcowej płynie w tempie 20–22 m na dzień. Na lądolodzie temperatury są generalnie znacznie niższe niż w innych częściach Grenlandii. Najniższe średnie temperatury w skali roku, około −31 °C, występują w środkowo-północnej części północnej kopuły, na grzbiecie kopuły południowej wynoszą około −20 °C.

Widok lądolodu z lotu ptaka

## Historia
Lód obecny w pokrywie lodowej ma wiek sięgający 110 000 lat. Obecność tzw. zrzutek (osadów przeniesionych przez góry lodowe) w rdzeniach wiertniczych wydobytych z dna morskiego na północny wschód od Grenlandii, w cieśninie Fram, oraz na południe od wyspy wskazuje na mniej lub bardziej trwałą obecność pokrywy lodowej na znacznej części Grenlandii przez ostatnie 18 mln lat. W okresie od ponad 11 milionów lat temu do mniej niż 10 milionów lat temu obszar lądolodu grenlandzkiego najpewniej uległ znacznemu zmniejszeniu. Lądolód uformował się w środkowym miocenie wskutek połączenia się oddzielnych czap lodowych i lodowców. W późnym pliocenie proces zlodowacenia uległ intensyfikacji.
Lądolód, złożony z warstw sprasowanego śniegu o wieku ponad 105 000 lat zawiera cenny zapis stanu i zmian klimatu w przeszłości. Naukowcy z Europy i Stanów Zjednoczonych pobrali rdzenie lodowe o długości przekraczającej 3 kilometry. Okazało się, że ze względu na topnienie u podstawy tylko najmłodsza część interglacjału eemskiego była niezaburzona i dostępna badaniom. Dopiero w drugiej dekadzie XXI wieku odwierty przeprowadzone dalej na północ pozwoliły uzyskać dane o klimacie całego interglacjału, ukazujące, że lądolód przetrwał pomimo długotrwałego utrzymywania się temperatur wyższych niż współcześnie obserwowane.

## Topnienie
Podobnie jak cała Arktyka, lądolód grenlandzki jest szczególnie narażony na zmiany klimatu. W tej części świata globalne ocieplenie jest obecnie najsilniejsze, co uwidacznia stałe kurczenie się pokrywy lodowej Oceanu Arktycznego. Na początku XXI wieku topnienie pokrywy lodowej Grenlandii nasiliło się znacznie; w przyszłości może nie tylko przyczynić się do wzrostu poziomu morza, ale także możliwych zmian w cyrkulacji oceanicznej. Obszar podlegający topnieniu wzrósł o około 16% w latach 1979–2002, w tym ostatnim roku bijąc dotychczasowe rekordy. Liczba lodowcowych trzęsień ziemi na lodowcu Helheim i w północno-zachodniej Grenlandii wzrosła od 1993 do 2005 roku. Szacowane miesięczne zmiany w masie lodu Grenlandii w 2006 wskazywały, że lądolód topi się z szybkością około 239 km³ na rok, według pomiarów sond GRACE. Nowsze badania, na podstawie danych z lat 2003–2008 wskazują, że średni trend to 195 kilometrów sześciennych na rok. Jednakże na podstawie danych z dwóch satelitów obserwujących Ziemię, ICESat i ASTER, stwierdzono, że za ok. 72% utraty lodu Grenlandii odpowiadają małe lodowce przybrzeżne.
Jeśli cała objętość lądolodu, 2 850 000 km³ lodu uległaby stopieniu, poziom morza na świecie wzrośnie o 7,2 m. W związku z postępującymi zmianami klimatu wzrosły obawy, że wkrótce zostanie przekroczony próg, za którym nieuniknione stanie się stopienie całej pokrywy lodowej. Modele klimatyczne przewidują, że Grenlandia ociepli się w XXI wieku o 3 do 9 °C. Modele pokrywy lodowej potwierdzają, że takie ocieplenie doprowadzi do stopienia lądolodu na przestrzeni kilku stuleci, prowadząc do wzrostu poziomu morza o ok. 7 m; taki wzrost może zatopić prawie każde duże nadmorskie miasto. Tempo topnienia jest przedmiotem dyskusji. Według raportu IPCC 2001, jeśli temperatura lądolodu grenlandzkiego po XXI wieku będzie dalej wzrastała, doprowadzi do wzrostu o 1 do 5 metrów w ciągu najbliższego tysiąclecia. Jednak badania 133 rdzeni lodowych sięgających interglacjału eemskiego wskazują, że temperatury w tym okresie były o 8 °C wyższe niż obecnie przez 6000 lat. Duże i długotrwałe ocieplenie miało wpływ na topnienie powierzchni lądolodu, jednak w dużej mierze przetrwał on nienaruszony.
Niektórzy naukowcy przestrzegają, że te prognozy są zbyt optymistyczne, ponieważ zakładany jest liniowy trend, a nie realistyczny, nieregularny. James Hansen twierdzi, że szereg dodatnich sprzężeń zwrotnych może doprowadzić do rozpadu pokrywy lodowej w znacznie krótszym czasie, niż przewiduje IPCC. Według pracy z 2007 „nie znajdujemy dowodów tysiącletnich opóźnień między wymuszaniem i odpowiedzią pokrywy lodowej w danych paleoklimatycznych. Czas reakcji rzędu stuleci wydaje się prawdopodobny, a nie można wykluczyć dużych zmian w skali dziesięcioleci, kiedy topnienie ma miejsce na dużą skalę”.
Strefa topnienia, gdzie latem tworzą się powierzchniowe zbiorniki wody, rozwija się w coraz szybszym tempie w ostatnich latach. Woda z topnienia przesączająca się przez szczeliny w lądolodzie przyspiesza jego topnienie i, w niektórych obszarach, ułatwia ruch lodu nad podłożem skalnym, przyspieszając jego spływ do morza. Proces ten zmniejsza zasolenie wód oceanu, co może w dłuższym czasie zakłócić cyrkulację oceaniczną i doprowadzić do regionalnych zmian klimatu. W lipcu 2012 roku strefa topnienia objęła 97% pokrywy lodowej. Rdzenie lodowe ukazują, że wydarzenia takie następują średnio co około 150 lat. Ostatnio topnienie na taką skalę miało miejsce w 1889 roku, zatem to zdarzenie może być częścią naturalnego cyklu; jednak Lora Koenig, glacjolog centrum im. Goddarda zaznaczyła, że „jeśli będziemy obserwować wydarzenia takie jak to w najbliższych latach, będzie to niepokojące”.
Woda, która płynie pod lodem w kontakcie z powierzchnią ziemi, może transportować do oceanu substancje stałe lub rozpuszczone, na przykład żelazo. Pomiary ilości żelaza w wodach roztopowych z lądolodu Grenlandii wskazują, że szerokie topnienie pokrywy lodowej może dodać do Oceanu Atlantyckiego ilość żelaza porównywalną z dodawaną przez pył w powietrzu, główne źródło żelaza w oceanie. To może zwiększyć aktywność biologiczną na Atlantyku.
- Obserwacje satelitarne lądolodu Grenlandii od 1979 do 2009 ukazują wzrostowy trend topnienia
- Dane z satelitów MODIS i QuickSCAT zostały porównane, aby stwierdzić dokładność różnych obserwacji topnienia
- Eric Rignot z NASA opowiada o ruchu pokrywy lodowej
- Animacja ukazująca zmiany wysokości powierzchni lądolodu od 2003 do 2012

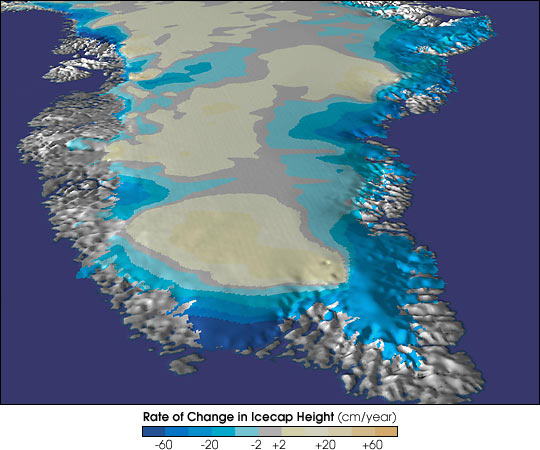
Tempo zmniejszania się wysokości do 2007, w centymetrach na rok
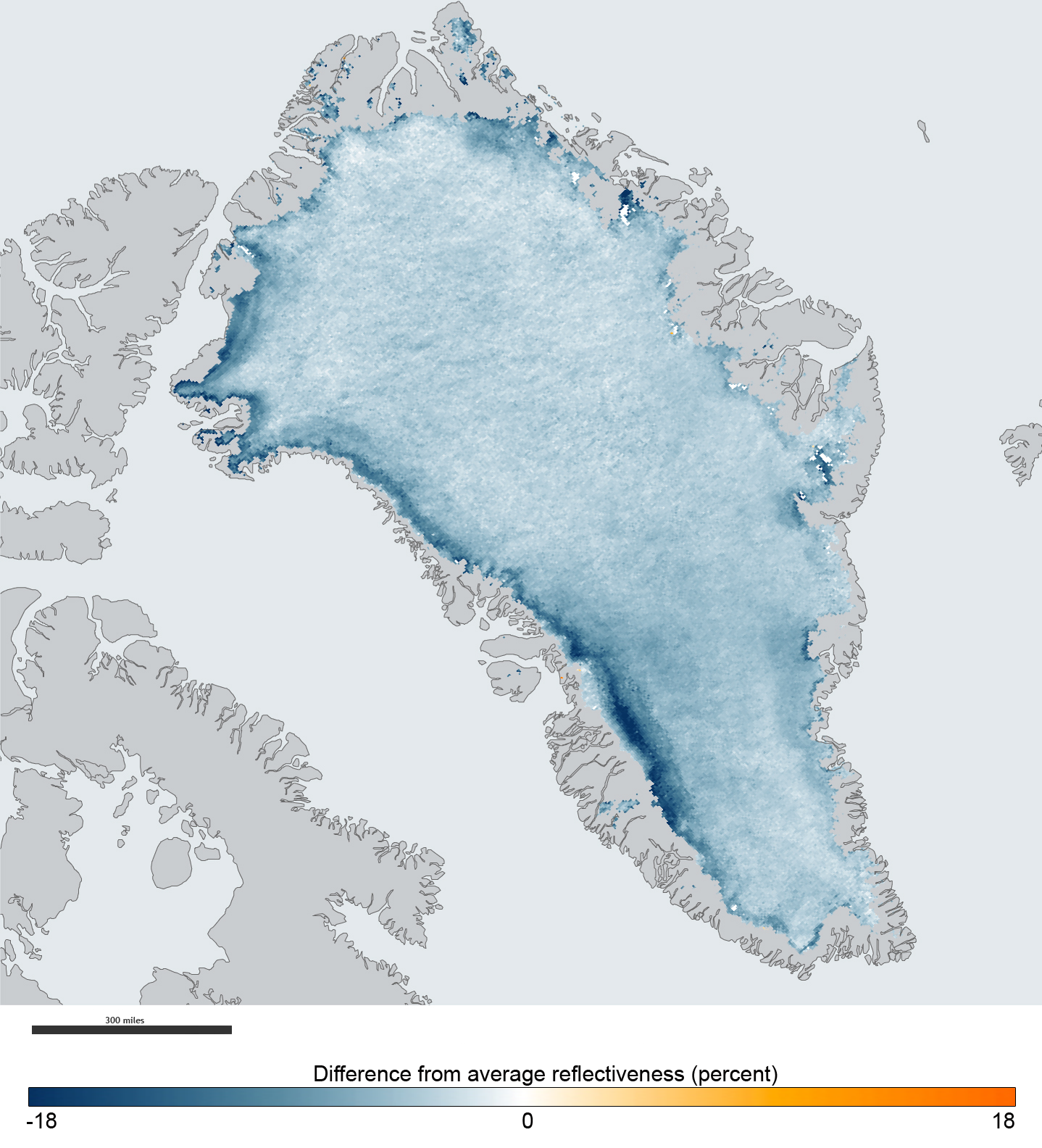
Zmiana albedo Grenlandii

### Wydarzenia na początku XXI wieku
- Pomiędzy 2000 a 2001: lodowiec Petermanna w północnej Grenlandii utracił 85 km² pływającego lodu.
- Pomiędzy 2001 a 2005: Jakobshavn Isbræ (Sermeq Kujalleq) utracił 93 km² lodu[16].
- Lipiec 2008: 28 km² lodu oderwało się z lodowca Petermanna.
- Sierpień 2010: góra lodowa o powierzchni 260 km² (podobnej do wyspy Wolin) oderwała się od lodowca Petermanna. Badacze z Kanady stwierdzili cielenie się lodowca na podstawie zdjęć NASA z 5 sierpnia. Zdjęcia ukazywały, że rozpadło się ok. 1/4 tego lodowca szelfowego[17]
- lipiec 2012: kolejna olbrzymia góra lodowa, o powierzchni około 120 km² (dwukrotnie większej niż Manhattan), oderwała się od tego lodowca[18].

## Ruch lądolodu

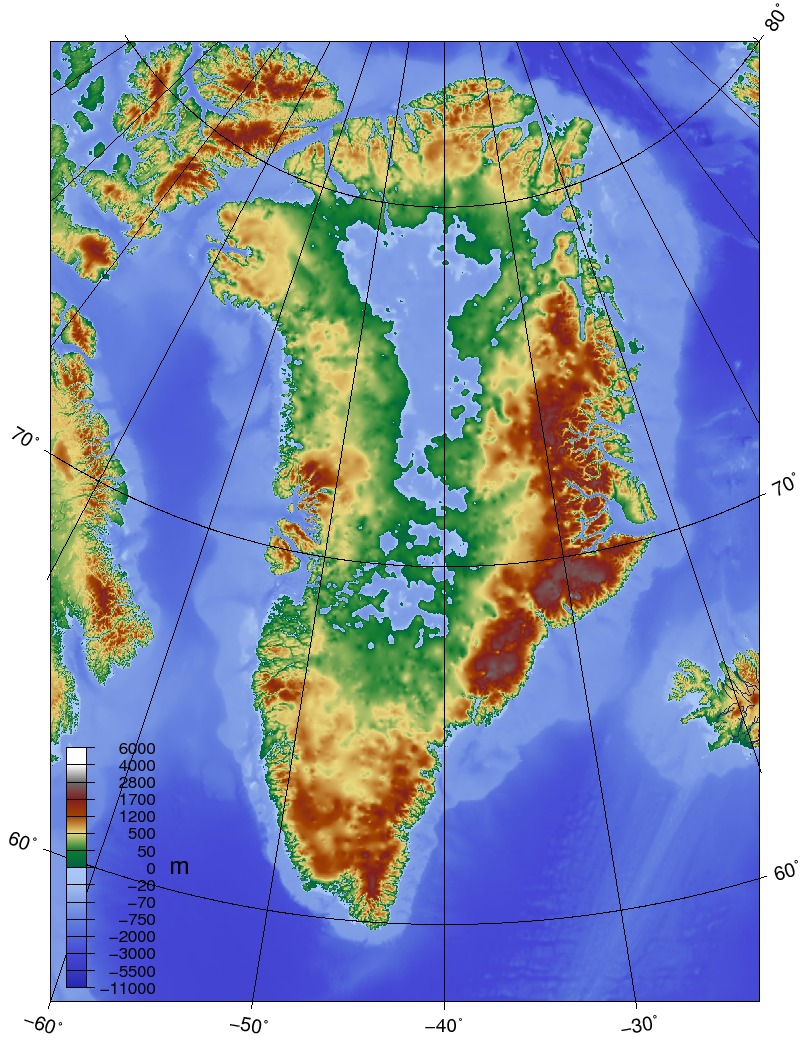
Mapa topograficzna podłoża skalnego Grenlandii

Dwa mechanizmy wyjaśniają zmianę prędkości lodowców wypływających z lądolodu Grenlandii. Pierwszym z nich jest zwiększony wpływ wody roztopowej, która wpływając przez młyny lodowcowe osiąga podstawę lądolodu i zmniejsza tarcie. Należy zauważyć, że nie wszystkie wody roztopowe są zatrzymywane w lądolodzie i niektóre młyny lodowcowe odprowadzają ją do oceanu. Ten mechanizm jest prawdopodobną przyczyną krótkiego sezonowego przyspieszenia do 20% obserwowanego na lodowcu Sermeq Kujalleq w 1998 i w Swiss Camp w 1999 (przyspieszenie trwa od dwóch do trzech miesięcy, w 1996 i 1997 miało wartość poniżej 10%). Badacze wywnioskowali, że połączenie topnienia powierzchni i przepływu w głąb lądolodu tworzy mechanizm, który może prowadzić do szybkich, dynamicznych reakcji pokrywy lodowej na ocieplanie się klimatu. Udokumentowano krótkoterminowe zmiany prędkości związane z opróżnieniem się jezior supraglacjalnych, miały one jednak niewielkie znaczenie dla rocznego przepływu dużych lodowców. Drugi mechanizm wiąże się z nierównowagą sił u czoła lodowca w związku z jego ścienieniem, która wywołuje znaczną nieliniową reakcję. Cieńszy lodowiec unosi się wyżej na wodzie, w związku z czym maleje tarcie. Naprężenia rozchodzą się w górę lodowca. W przypadku dynamicznych strumieni lodowych, zarówno na Grenlandii, jak i na Antarktydzie, u podstawy zawsze występuje warstwa wody, która zmniejsza opór ruchu. Woda ta na ogół pochodzi z topnienia u podstawy, a nie na powierzchni.
Jeśli zwiększony efekt wód roztopowych jest kluczowy, to zmiana prędkości powinna wykazywać zmienność sezonową i dotykać wszystkich lodowców. Jeżeli to nierównowaga sił ma większe znaczenie, to nie powinno być efektu sezonowości, a dotknięte topnieniem będą przede wszystkim cielące się lodowce. Lodowiec Helheim we wschodniej Grenlandii był stabilny w okresie 1970–2000. W latach 2001–2005 lodowiec ten cofnął się o 7 km, a jego prędkość ruchu wzrosła z 20 do 33 m na dzień, tracąc do 130 metrów grubości w obszarze końcowym. Lodowiec Kangerdlugssuaq miał stabilną partię końcową od 1960 do 2002 roku, w 1990 roku płynął z prędkością 13 m na dzień. W latach 2004–2005 prędkość wzrosła do 36 m / dobę, a dolna część lodowca ścieniała o 100 m. Na Sermeq Kujalleq przyspieszenie rozpoczęło się od czoła lodowca i propagowało w górę na dystansie 20 km w 1997 roku i do 55 km w głąb lądu w 2003 r. Główne lodowce wyprowadzające lód z lądolodu przyspieszyły o co najmniej 50%, znacznie bardziej niż pod wpływem wód roztopowych; efekt był obserwowany także zimą. Badania 32 lodowców w południowo-wschodniej Grenlandii wskazują, że przyspieszenie jest istotne tylko dla lodowców, które docierają do oceanu. Ponadto zmniejszenie grubości jest najbardziej widoczne dla lodowców dopływających do oceanu. Odtworzona sekwencja wydarzeń to zatem: ścienienie końcowych partii pływających lodowców i oderwanie jęzorów lodowcowych od podłoża, co prowadzi do przyspieszenia ruchu i cofania się lodowca. Efekt wody roztopowej ma znacznie mniejsze znaczenie.

## Opady
Wyższe temperatury w regionie spowodowały wzrost opadów na Grenlandii, a utrata masy została częściowo zrównoważona przez akumulację śniegu. Jednak na wyspie istnieje niewiele stacji meteorologicznych, a dane satelitarne obejmują wprawdzie całą wyspę, ale dopiero od początku lat 1990., co utrudnia badanie trendów. Zaobserwowano, że więcej opadów występuje tam, gdzie jest wyższa temperatura, do 1,5 m na rok w południowo-wschodniej części lądolodu, zaś opadów jest mniej lub brak w 25–80% wyspy (w zależności od pory roku), gdzie temperatura jest niższa. Dane z programu badań polarnych NASA potwierdzają, że średnia zmiana wysokości powyżej 2000 m „nie była znacząca”.

## Tempo zmian

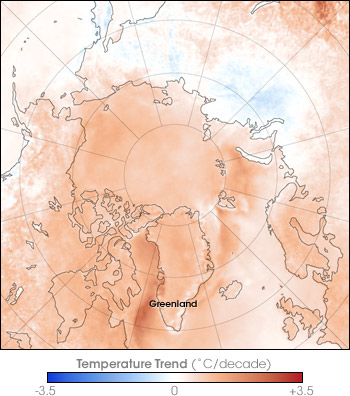
Trend zmian temperatury w Arktyce w latach 1981–2007; najsilniejszy wzrost temperatur występuje w regionie Morza Baffina u wybrzeża Grenlandii

Kilka czynników wpływa na bilans masy lądolodu grenlandzkiego. Są to:
1. Akumulacja śniegu w częściach centralnych,
2. Topnienie lodu wzdłuż krawędzi pokrywy lodowej i hydrologia podstawy lodowca,
3. Cielenie się lodowców na obrzeżach Grenlandii.

IPCC szacuje, że tempo akumulacji śniegu wynosi 520 ± 26 gigaton lodu rocznie, tempo odpływu wód i topienia bazalnego to odpowiednio 297 ± 32 Gt / rok oraz 32 ± 3 Gt/rok, oraz tempo tworzenia gór lodowych to 235 ± 33 Gt/rok. Bilans wynosi -44 ± 53 Gt/rok, co oznacza, że pokrywa lodowa może (choć nie musi) obecnie się kurczyć. Nowsze badania na podstawie danych lat 1996–2005 roku pokazują, że lodu ubywa szybciej niż wskazywał raport IPCC. W 1996 roku Grenlandia traciła około 96 km³ lodu rocznie, w 2005 roku tempo wzrosło do około 220 km³/rok w związku z szybkim ubytkiem w pobliżu wybrzeży, w 2006 roku tempo szacowano na 239 km³ na rok, a w roku 2007 osiągnęło tempo 592 km³/rok. Również opady śniegu były niezwykle niskie, co doprowadziło do ubytku netto około 65 km³ lodu.
Dokładne oszacowanie bilansu masy lądolodu grenlandzkiego jest trudne; według raportu IPCC z 2007 roku większość wyników wskazuje na rosnące tempo utraty masy z Grenlandii od 1990 do 2005 roku. Różne techniki i oceny danych dają wyniki w zakresie od 25 Gt/rok wzrostu do utraty 60 Gt/rok w okresie 1961–2003, utraty od 50 do 100 Gt/rok w okresie 1993–2003, a nawet wyższe tempo zmniejszania pokrywy lodowej w latach 2003–2005.
Analiza danych grawimetrycznych z sond GRACE ukazuje, że pokrywa lodowa Grenlandii straciła około 2900 Gt (0,1% całkowitej masy) w okresie od marca 2002 do września 2012 roku. Średnie tempo utraty masy w latach 2008–2012 to 367 Gt/rok.
Praca dokumentująca temperatury Grenlandii w ciągu ostatnich 200 lat wskazuje, że najcieplejszym rokiem w historii był 1941, a najcieplejsze dekady to lata 30. i 40. XX wieku. W pracy tej wykorzystano dane ze stacji z południowego i zachodniego wybrzeża, z których większość nie działała nieprzerwanie przez cały okres badania.
Choć generalnie temperatury w Arktyce wzrosły, kwestia temperatur na samej Grenlandii pozostaje dyskusyjna. Przede wszystkim arktyczne temperatury są bardzo zmienne, co utrudnia rozpoznawanie długofalowych trendów na poziomie lokalnym. Ponadto do niedawna obszar północnego Atlantyku, w tym południowej Grenlandii, był jednym z niewielu obszarów na świecie gdzie obserwowano ochłodzenie, ale w okresie 1979–2005 trend się odwrócił i doszło do silnego ocieplenia.